# شون إيفانز (مدون صوتي)
شون إيفانز (بالإنجليزية: Sean Evans)‏ هو مدون صوتي أمريكي، ولد في 26 أبريل 1986 في شيكاغو في الولايات المتحدة.

## روابط خارجية
- شون إيفانز على موقع IMDb (الإنجليزية)
- شون إيفانز على موقع قاعدة بيانات الفيلم (الإنجليزية)